# Здройкі (Мазовецьке воєводство)
Здройкі (пол. Zdrojki) — село в Польщі, у гміні Любовідз Журомінського повіту Мазовецького воєводства.
Населення — 204 особи (2011).
У 1975-1998 роках село належало до Цехановського воєводства.

## Демографія
Демографічна структура станом на 31 березня 2011 року:
|          | Загалом | Допрацездатний вік | Працездатний вік | Постпрацездатний вік |
| -------- | ------- | ------------------ | ---------------- | -------------------- |
| Чоловіки | 97      | 13                 | 67               | 17                   |
| Жінки    | 107     | 28                 | 48               | 31                   |
| Разом    | 204     | 41                 | 115              | 48                   |